# Fergus O'Connell - Dentista in Patagonia
Fergus O'Connell - Dentista in Patagonia (Eversmile, New Jersey) è un film del 1989 diretto da Carlos Sorín.

## Trama
Fergus O'Connell, un dentista irlandese-americano itinerante che viene dal New Jersey, offre i suoi servizi gratuitamente alla popolazione rurale ed isolata della Patagonia, in Argentina, a bordo della sua motocicletta. È in grado di farlo grazie alla presunta sponsorizzazione senza vincoli di una fondazione per la "coscienza dentale", legata alla prevenzione e alla consapevolezza sull'igiene orale. Mentre la sua moto viene riparata in un'officina, O'Connell incontra Estela, la figlia del proprietario del posto, e i due rimangono subito attratti l'uno dall'altra. Entrambi gli amanti, però, sono già impegnati: lui è sposato e lei è fidanzata. Nonostante ciò, decidono di andarsene insieme lo stesso. Dopo una serie di avventure surreali, O'Connell scopre che c'è sempre un "prezzo" subliminale legato ai suoi altruistici servizi gratuiti. Tuttavia, il dentista decide di continuare il suo lavoro di educazione alla salute dentale, liberandosi contemporaneamente da ogni tipo di sponsorizzazione e ingerenza aziendale; quindi propone nuovamente a Estela di unirsi a lui, ed entrambi partono allontanandosi ancora una volta sulla strada.